# Fiamme sul mare
Pour plus de détails, voir Fiche technique et Distribution.
Fiamme sul mare est un film d'aventures maritimes italien réalisé par Vittorio Cottafavi et Michał Waszyński, sorti en 1949.

## Synopsis

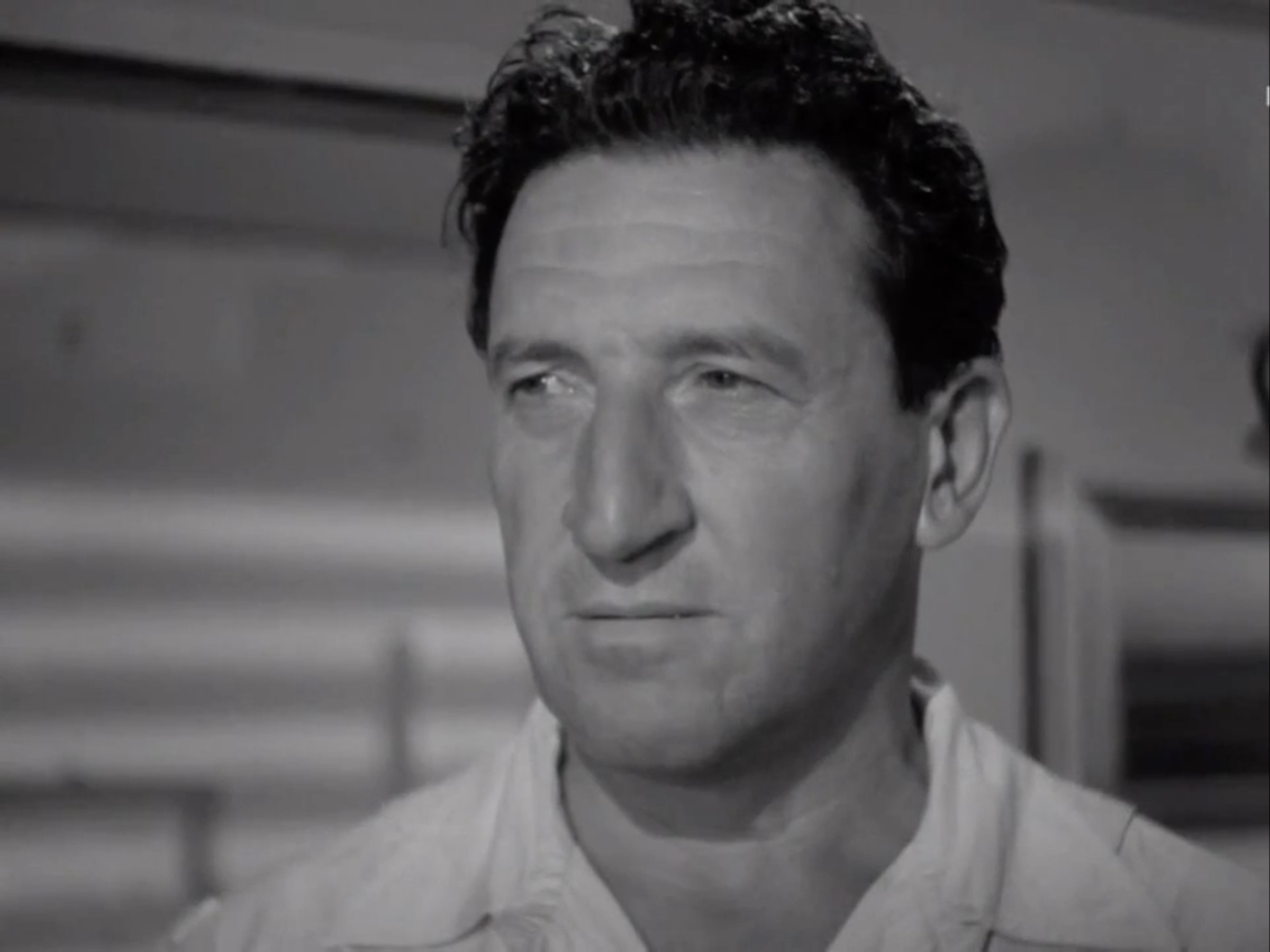
Carlo Ninchi dans une scène du film.

À Naples, un groupe de marins, sur l'idée de Stefano, forme une coopérative pour renflouer un bateau à moitié submergé devant le port. Ils demandent l'aide d'un armateur, La Spina, mais celui-ci s'avère être le propriétaire du bateau et demande que son idée, c'est-à-dire remettre le même navire à flot, ne soit pas entravée.
L'opération est menée à bien grâce à l'implication de la fille de l'armateur, Diana, et à l'aide d'un autre armateur. Le navire S. Maria peut ainsi entamer son premier voyage vers l'Argentine.
Au cours du voyage entre Naples et Buenos Aires, le capitaine tombe amoureux d'une passagère clandestine qu'il avait refusé d'embarquer et qui avait réussi à le faire en offrant de l'argent à un membre de l'équipage. Mais il hésite à lui prouver son amour et lorsqu'il s'apprête à le faire, au cours du voyage de retour, la jeune fille — qui n'avait pas compris ses intentions et retournait en Italie parce qu'entre-temps son frère était décédé — cède aux flatteries d'un marin qui est le premier à annoncer ses fiançailles au capitaine.
À bord du navire se trouve également l'armateur La Spina et sa fille. L'armateur a un plan en tête et achète les parts du navire à tous les marins. À la fin, bien que contrarié, le capitaine lui-même rendra ses parts et les donnera. Aux marins, en revanche, l'armateur promet de l'argent en échange du manque à gagner engendré par les multiples voyages à pleine charge.
Le plan de l'armateur est bientôt révélé : une fois à Buenos Aires, il fait comprendre à sa fille qu'au cours du voyage de retour vers Naples, le navire prendra feu. L'objectif est d'obtenir une indemnisation de la part de la compagnie qui a souscrit le contrat d'assurance du navire. Diana comprend et, avec l'aide de quelques pêcheurs, retourne sur le bateau. Elle révèle le plan de son père au capitaine et commence ainsi à chercher comment l'incendie peut se produire. Bien que le capitaine ait donné des ordres précis pour sécuriser le matériel inflammable qu'ils transportaient, c'est Diana elle-même, en allumant les lumières dans la cale, qui déclenche l'incendie, causant sa mort et celle d'un marin.
L'armateur La Spina, qui s'est entre-temps repenti de son projet criminel, n'est pas en mesure d'empêcher l'acte, car il fait nuit et ne peut pas atteindre le navire. Il envoie un message ordonnant de ne pas allumer la cale, mais il n'est pas délivré à temps et il apprend la mort de sa fille par la radio.
Lors du voyage de retour, le capitaine se console de ne pas s'être fiancé avec le passager clandestin en se disant qu'il a un navire à faire tourner autour du monde.

## Fiche technique
- Titre original italien : Fiamme sul mare[1]
- Réalisation : Vittorio Cottafavi, Michał Waszyński
- Scénario : Alberto Pozzetti, Giulio Morelli, Vittorio Cottafavi, Gherardo Gherardi, Filippo Comoletti Gaudenti, Michał Waszyński
- Photographie : Arturo Gallea
- Montage : Enrico Linke
- Musique : Giuliano Conte, Alessandro Cicognini
- Décors : Gastone Medin
- Société de production : Sirena Film
- Pays de production :  Italie
- Langue originale : italien
- Format : Noir et blanc - Son mono
- Genre : Film d'aventures maritimes
- Durée : 81 minutes
- Date de sortie :
  - Italie : 28 avril 1948

## Distribution
- Carlo Ninchi : Stefano
- Silvana Jachino : Diana La Spina
- Evi Maltagliati : Dory Jane
- Giacomo Rondinella : Giovanni Proietti
- Edda Albertini : Alda
- Felice Romano (it) : Gaspare Marani
- Piero Palermini (it) : Rio Marani
- Ciro Berardi (it) : impresario de la « Carmencita »
- Nando Del Duca : Paolo Santi
- Aristide Garbini : Parodi
- Alfredo Rizzo : barbier en Argentine
- Peppino Spadaro (it) : attaquant
- Mario Gallina : commendatore Molisani
- Giuseppe Varni (it) : Matteo La Spina
- Leopoldo Valentini : Pietro Ferri
- Attilio Torelli

## Restauration
Du film, resté longtemps invisible, une copie 16 mm a été retrouvée en 2015 par Simone Starace, projetée au festival I Mille Occhi. Ripley's Film a ensuite retrouvé le négatif du film, à partir duquel les travaux de restauration ont commencé. La première projection télévisée a eu lieu le 19 septembre 2020 sur Rai 3.